# Margaret de Vere
Margaret de Vere († 15. Juni 1398) war eine englische Adlige.

## Leben
Margaret de Vere war eine jüngere Tochter von John de Vere, 7. Earl of Oxford († 1360) und von dessen Frau Maud Badlesmere. In erster Ehe heiratete sie Henry de Beaumont, 3. Baron Beaumont († 1369). In zweiter Ehe heiratete sie Sir Nicholas Loveyn († 1375). Nach dem Tod ihres zweiten Mannes erhielt sie als Wittum das Gut von Penshurst in Kent. Vor 1379 heiratete sie in dritter Ehe John Devereux, der 1384 zum Baron Devereux erhoben wurde. Ihr dritter Mann starb 1393, danach heiratete sie nicht erneut. Sie wurde in der Franziskanerkirche von London begraben.
Aus ihrer ersten Ehe hatte sie einen Sohn:
- John Beaumont, 4. Baron Beaumont (1361–1396)

Aus ihrer dritten Ehe hatte sie mindestens zwei Kinder:
- John Devereux, 2. Baron Devereux († 1396) ⚭ Philippa Brian
- Joan Devereux (1379–1409)

1. ⚭ Walter Fitzwalter, 5. Baron Fitzwalter (1368–1406)
2. ⚭ Hugh Burnell, 2. Baron Burnell (um 1347–1420)